# James Annesley, II conte di Anglesey
James Annesley, II conte di Anglesey (1645 – 1º aprile 1690) è stato un nobile irlandese.

## Biografia
Era il figlio di Arthur Annesley, I conte di Anglesey, e di sua moglie, Elizabeth Altham. Frequentò il Christ Church.

## Carriera
Egli fu deputato per County Waterford nel 1666, per Winchester (1679-1681). Succedette al padre nel 1686
.

## Matrimonio
Sposò, il 17 settembre 1669, Lady Elizabeth Manners (?-7 dicembre 1700), figlia di John Manners, VIII conte di Rutland. Ebbero quattro figli:
- Lady Elizabeth Annesley (?-1725), sposò Robert Gayer, ebbero una figlia;
- James Annesley, III conte di Anglesey (13 luglio 1674-21 gennaio 1702);
- John Annesley, IV conte di Anglesey (18 gennaio 1676-18 settembre 1710);
- Arthur Annesley, V conte di Anglesey (1677-1683-1º aprile 1737).

## Morte
Morì il 1º aprile 1690 lasciando l'amministrazione dei suoi beni alla moglie.